# Mehmānī
Mehmānī (persiska: مهمانی, ميِهمَنی) är en ort i Iran.   Den ligger i provinsen Hormozgan, i den sydöstra delen av landet, 1 200 km sydost om huvudstaden Teheran. Mehmānī ligger 52 meter över havet och antalet invånare är 721.
Terrängen runt Mehmānī är kuperad åt nordväst, men åt sydost är den platt. Runt Mehmānī är det ganska glesbefolkat, med 25 invånare per kvadratkilometer. Trakten runt Mehmānī är ofruktbar med lite eller ingen växtlighet.